# Steinnes
Die Steinnes (norwegisch für Steinnase) ist eine felsige Landspitze an der Ingrid-Christensen-Küste des ostantarktischen Prinzessin-Elisabeth-Lands. Sie ragt 6 km ostnordöstlich der Larsemann Hills in den südöstlichen Teil der Prydz Bay.
Norwegische Kartografen, die sie auch deskriptiv benannten, kartierten sie anhand von Luftaufnahmen, die bei der Lars-Christensen-Expedition 1936/37 entstanden. Im Composite Gazetteer of Antarctica ist zudem unter nahezu identischen Geokoordinaten eine Halbinsel verzeichnet, die chinesische Wissenschaftler Hutou Bandao (chinesisch 虎頭半島 Tigerkopf-Halbinsel) benannten.